# Ракајн (држава)
Ракајн (позната и као Аракан) је једна од држава Мјанмара. Има 3.118.963 становника (подаци из 2014. године), а главни град је Ситуе. 
Већину становништва у држави чини народ Ракајн. Остале етничке групе у држави су Рохинџа, Чин, Мро, Чакма, итд.
Према подацима из 2011. године, 69,9% становништва ове државе су будисти, а 29% муслимани. 
- Мапа државе Ракајн
- Муслимански народ Рохинџа у држави Ракајн